# Túpolev TB-6
El Túpolev TB-6 (designación interna ANT-26; en ruso: Туполев ТБ-6/АНТ-26) fue una propuesta de bombardero super pesado realizada por la Oficina de Diseño Túpolev en los años 30 del siglo XX. De haber sido construido, habría sido el bombardero soviético más grande y el mayor avión por envergadura de su época, 2,54 m menos que la de 97,54 m del Hughes H-4 Hercules; aunque actualmente el Scaled Composites Stratolaunch es el mayor avión por envergadura.

## Desarrollo
A pesar de hacerse cargo del desarrollo del Túpolev ANT-16 y del ANT-20/PS-124, Túpolev inició los trabajos en 1931 en un bombardero aún mayor, propulsado por 12 motores y con un peso al despegue de 70 000 kg. El diseño resultante ANT-26 llevaría 12 motores Mikulin M-34FRN, ocho en el borde de ataque del ala y cuatro en dos parejas en tándem por encima de la misma. El empenaje de cola habría tenido tres estabilizadores verticales, siendo el central más alto que los otros. Un diseño alternativo del TB-6 presentaba un bombardero con seis motores Mikulin M-44 (cuatro en las alas y dos en tándem) y un único timón.
Dado el gran tamaño del TB-6, Túpolev decidió construir un avión subescalado para probar el comportamiento en vuelo del mismo. El modelo subescalado voló en 1935, pilotado por B.N. Koodrin. Sin embargo, a mitad de la década de los años 30, la tendencia en aviación militar cambió hacia aviones más pequeños y más rápidos, y el TB-6 fue cancelado. Por esa época, la estructura estaba completada al 75 % y el avión en total lo estaba al 16 %.

### ANT-28
En paralelo con el diseño del ANT-26, la Oficina de Diseño Túpolev concibió un enorme ANT-20 sobreescalado con las mismas dimensiones que el ANT-26, bajo la designación interna ANT-28. Estaba ideado como avión comercial y de carga con una carga máxima de 15 000 kg, un alcance de 1500 km y una disposición de los motores igual a la del TB-6. Al igual que este último, el ANT-28 nunca pasó del tablero de dibujo.

## Variantes
ANT-26 (TB-6)
Proyecto de bombardero pesado de doce motores, no construido.
ANT-26 6M-44
Versión propuesta del ANT-26, de seis motores, no construida.
ANT-28
Versión comercial y de carga del ANT-20 de doce motores, no construida.

## Especificaciones (TB-6, estimadas)
Referencia datos: Istoriia konstruktskii samoletov v SSSR do 1938, The Osprey Encyclopaedia of Russian Aircraft 1875–1995.

### Características generales
- Tripulación: Diecisiete
- Longitud: 39 m (128 ft)
- Envergadura: 95 m (311,7 ft)
- Altura: 10 m (32,8 ft)
- Superficie alar: 800 m² (8611,4 ft²)
- Perfil alar: TsAGI 6 modificado
- Peso vacío: 50 000 kg (110 200 lb)
- Peso cargado: 70 000 kg (154 280 lb)
- Peso máximo al despegue: 76 000 kg (167 504 lb)
- Planta motriz: 12× motor lineal V-12 refrigerado por líquido Mikulin AM-34FRN.
  - Potencia: 890 kW (1227 HP; 1210 CV) cada uno.
- Hélices: Bipala (diez tractoras y dos propulsoras)

### Rendimiento
- Velocidad máxima operativa (Vno): 300 km/h (186 MPH; 162 kt)
- Alcance: 1000 km (540 nmi; 621 mi) con 20 000 kg (44 000 lb) de carga de bombas; 2500 km (1300 nmi; 1600 mi) con 4000 kg (8800 lb) de carga de bombas
- Potencia/peso: 0,115 kW/kg (0,07 hp/lb)

### Armamento
- Ametralladoras: 

  - 1x DA de 7,62 mm
  - 4x ShKAS de 7,62 mm

- Cañones: 

  - 1x NS-37 de 37 mm
  - 4x ShVAK de 20 mm
- Bombas: 15 000 kg (normal); 24 600 kg (máximo)

## Aeronaves relacionadas

### Secuencias de designación
- Secuencia ANT-_ (interna de Túpolev): ← ANT-22 - ANT-23 - ANT-25 - ANT-26 - ANT-27 - ANT-28 - ANT-29 - ANT-30 - ANT-31 →
- Secuencia TB-_ (Bombarderos Pesados soviéticos, 1923-1940): ← TB-3 - TB-4 - TB-5 - TB-6 - TB-7